# بيت العنسي (القفر)

تعديل مصدري - تعديل

بيت العنسي محلة تابعة لقرية صلاحيت، التابعة لعزلة بني مسلم بمديرية القفر إحدى مديريات محافظة إب في الجمهورية اليمنية، بلغ تعداد سكانها 131 حسب تعداد اليمن لعام 2004.